# Sykes Enterprises
Sykes Enterprises ist ein Anbieter von Kundenkontakt-Management-Lösungen und Dienstleistungen im Bereich des Business-Process-Outsourcing (BPO). Das Unternehmen hat sich vor allem in den Bereichen Telekommunikation, Finanzdienstleistungen, Gesundheitswesen, Technologie und Transport- und Freizeitindustrie spezialisiert. Es verfügt nach eigenen Angaben über 79 Standorte in 21 Ländern. Strukturell gliedert sich Sykes Enterprises in zwei verschiedene Regionen: EMEA (Europa, Naher Osten, Afrika) und Amerika (Vereinigte Staaten, Kanada, Lateinamerika, Australien und der pazifische Küstenstaaten).

## Sykes in Deutschland
Die SYKES EMEA-Organisation (Europe, Middle East und Africa)  ist in über 22 Contact Centern und mit ca. 5000 Mitarbeitern tätig. 1997 stieg Sykes Enterprises mit der Übernahme von bestehenden Contact Centern in den deutschen Markt ein. 2016  war Sykes Enterprises in Deutschland an  sechs Standorten (Berlin, Bochum, Pasewalk, Schortens, Solingen,  Frankfurt am Main) mit insgesamt über 2.000 Mitarbeitern vertreten.